# Coldstream (Ohio)
Coldstream es un lugar designado por el censo ubicado en el condado de Hamilton en el estado estadounidense de Ohio. En el Censo de 2010 tenía una población de 1173 habitantes y una densidad poblacional de 158,91 personas por km².

## Geografía
Coldstream se encuentra ubicado en las coordenadas 39°2′42″N 84°20′26″O / 39.04500, -84.34056. Según la Oficina del Censo de los Estados Unidos, Coldstream tiene una superficie total de 7.38 km², de la cual 7.16 km² corresponden a tierra firme y (2.95%) 0.22 km² es agua.

## Demografía
Según el censo de 2010, había 1173 personas residiendo en Coldstream. La densidad de población era de 158,91 hab./km². De los 1173 habitantes, Coldstream estaba compuesto por el 96.25% blancos, el 0.85% eran afroamericanos, el 0.09% eran amerindios, el 1.79% eran asiáticos, el 0% eran isleños del Pacífico, el 0.34% eran de otras razas y el 0.68% pertenecían a dos o más razas. Del total de la población el 2.47% eran hispanos o latinos de cualquier raza.